# José Dolores Grullón Estrella
José Dolores Grullón Estrella (ur. 15 stycznia 1942 w Santiago de los Caballeros) – dominikański duchowny rzymskokatolicki, w latach 1991–2020 biskup diecezjalny San Juan de la Maguana.

## Życiorys
Święcenia kapłańskie przyjął 13 grudnia 1970.

## Episkopat
20 lutego 1991 roku papież Jan Paweł II mianował go biskupem diecezjalnym biskup San Juan de la Maguana. Sakry biskupiej udzielił mu 22 lipca 1991 roku biskup Ronald Gerard Connors. 7 października 2020 papież Franciszek przyjął jego rezygnację z pełnionej funkcji.